# Кравченко Валерій Олексійович
Валерій Олексійович Кравченко (2 січня 1946, м. Беговат Ташкентської обл., Узбекистан — 16 червня 2017, м. Київ) — робітник, дисидент, правозахисник, громадський і політичний діяч. Колишній політв'язень. У 1992—1995 та з 1998 приблизно по 2011 заступник голови Демократичної партії України, з 2001 засновник і незмінний голова ГО «За реабілітацію „Першотравневої двійки“».

## Біографія
Наприкінці 1971 написав на адресу Л. І. Брежнєва листа, в якому засудив внутрішню політику ЦК КПРС і заявив про вихід із Комуністичної партії. У березні 1978 провів демонстрацію протесту перед ЦК КПУ з плакатом «Культу личности Л. И. Брежнева — нет! Прекратите произвол!». 5 грудня 1980 Кравченко В. О. провів публічну демонстрацію протесту в Москві перед Спаською вежею Кремля.
Брав участь у створенні Народного Руху України, потім Демократичної партії України.

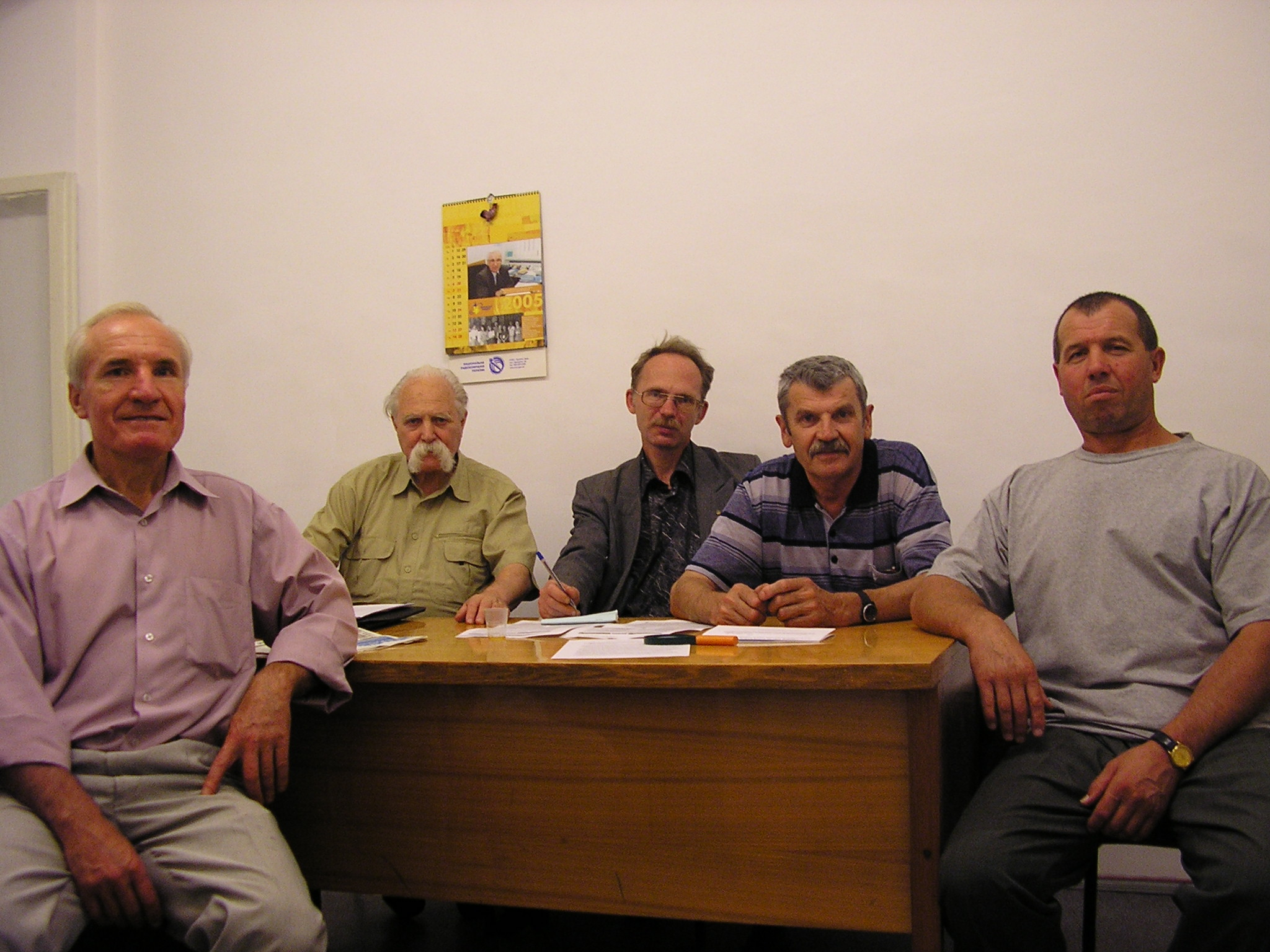
Громадський комітет «За реабілітацію „Першотравневої двійки“» 18 серпня 2005

Створив Громадський комітет «За реабілітацію „Першотравневої двійки“», проводив голодування, домігся повної реабілітації Віктора Кукси та Георгія Москаленка — учасників національно-визвольного руху, які вночі 1 травня 1966 року встановили на даху головного корпусу Київського інституту народного господарства український національний прапор.
Помер 16 червня 2017 року. Похований на кладовищі «Біле» біля села Святопетрівське.

## Публікації
книги
- Дорога в дисиденти, «Євшан зілля», К., 2008. — 435 с. ISBN 978-966-2152-09-8
- Синьо-жовтий прапор над Києвом 1 травня 1966 року / Передмова В. Овсієнка. — К.: Смолоскип, 2004 — 56 с.
- Українки в історії. ХХ-XXI століття / В. Борисенко, П. П. Кононенко, Є. О. Сверстюк [та ін.] — Видавництво «Либідь», К., 2012. — 288 с.: іл. ISBN978-966-06-0613-5. Ця книга остання у трилогії «Українки в історії» (35 авторів)
- Світлана Кириченко, [борець з радянським тоталітарним режимом в 1960—1970 рр.] По схрещених мечах // Українки в історії. ХХ-XXI століття. К., 2012. — С. 155—159

статті
- Виступ на II Всеукраїнських зборах НРУ // Русначенко А. М. Пробудження: робітничий рух на Україні в 1989—1993 роках. Кн. 2: Документи і матеріали. — К.: Вид. дім «Києво-Могилянська Академія». — 1995. — С. 336—338.
- Національна ідея або пануюча ідеологія. — Час, № 7. — 2000. — 25 лютого.
- Українізація як реабілітація. — Трудова Слава, № 148 (10726). — 2001. — 27 грудня.
- За прапор волі пішли в неволю. — Голос України, № 56 (3056). — 2003. — 22 березня.
- Из диссидентов в уголовники. — Вечерние вести, № 065 (965). — 2003. — 6 травня.
- Демократична партія України в 1966 році. — Інформаційний бюлетень Музею-Архіву українського Самвидаву, № 1 (9). — 2004. — Березень.
- Синьо-жовтий прапор над Києвом 1 травня 1966 року. — К.: Смолоскип. — 2004. — 56 с.
- Право жити // Україна молода, № 76 (2863). — 2006. — 26 квітня.